# Jungfraujoch

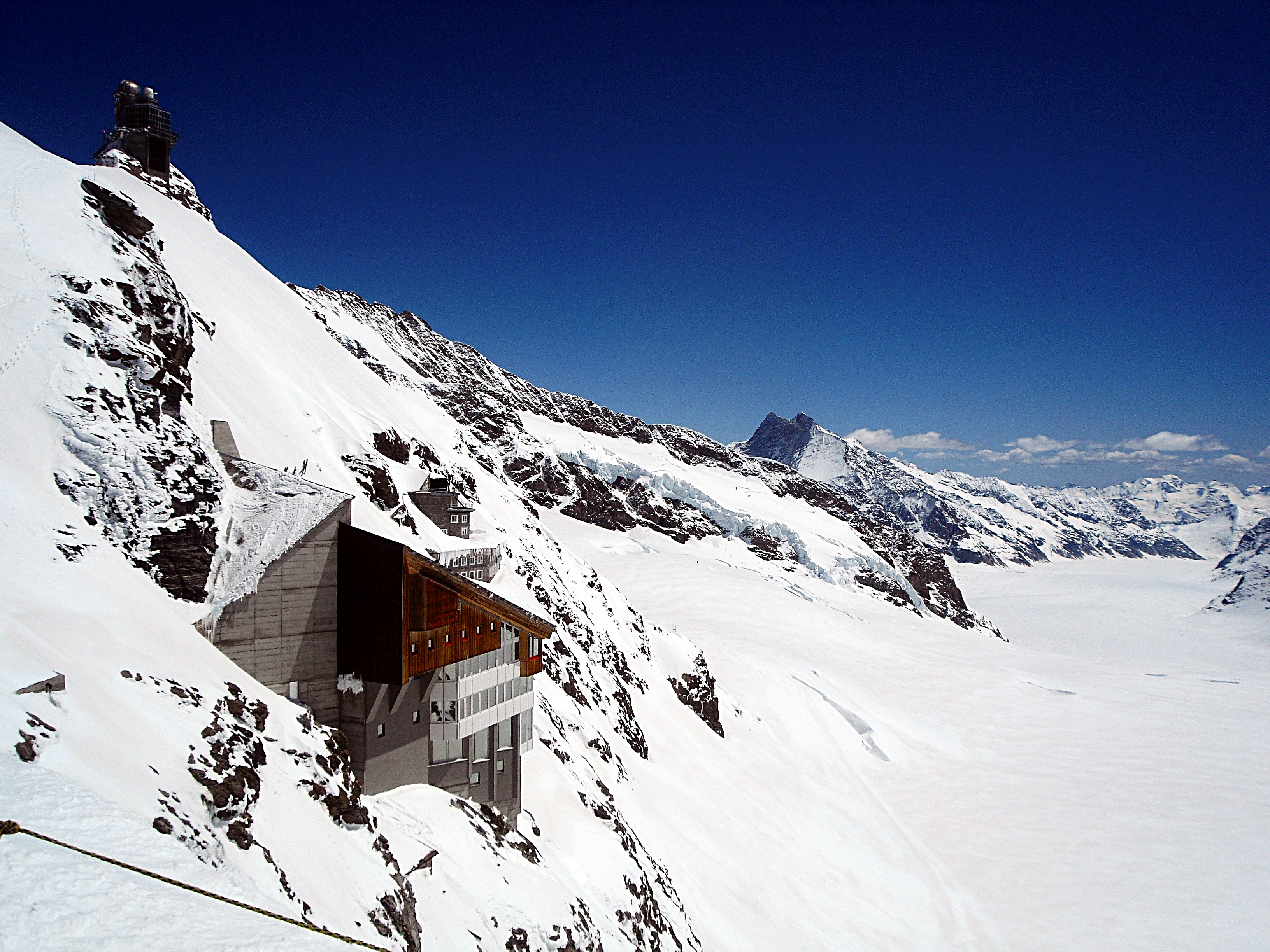
Vedere spre Observatorul Sfinx, clădirea stației cu restaurante și magazine, Jungfraufirn și ghețarul Aletsch

Jungfraujoch (altitudine 3.471 (m dNM) este punctul cel mai jos (șaua) de pe creasta ce leagă munții Mönch și Jungfrau din Alpii Bernezi, la granița dintre cantoanele Berna și Valais din Elveția. 
Puțin mai jos de acest punct se găsește capătul liniei de cale ferată cu cremalieră Jungfraubahn, care, la altitudinea de 3.454 metri, este stația de tren cea mai înaltă din Europa. De aceea în literatura turistică această stație este adesea numită și "Acoperișul Europei".